# Nông (họ)
Nông là một họ của người châu Á. Họ này có mặt ở Việt Nam và Trung Quốc (chữ Hán: 农/農, cũng viết 依, bính âm: Nóng). Trong danh sách Bách gia tính họ này xếp thứ 320. Ở Việt Nam đa phần người mang họ Nông/Nùng thuộc dân tộc Tày, tương đương với người Choang ở Quảng Tây, Trung Quốc.

## Người Việt Nam họ Nông
- Nùng Trí Cao, còn có tên khác là Nông Trí Cao, thủ lĩnh dân tộc thiểu số thời nhà Lý
- Kim Đồng, tên thật là Nông Văn Dền, Anh hùng lực lượng vũ trang của Quân đội Nhân dân Việt Nam
- Nông Quốc Chấn, nhà văn Việt Nam
- Nông Đức Mạnh, Tổng Bí thư Ban Chấp hành Trung ương Đảng Cộng sản Việt Nam
- Nông Quốc Tuấn, con Nông Đức Mạnh
- Nông Văn Vân, thủ lĩnh khởi nghĩa thời nhà Nguyễn
- Nông Thị Trưng, cán bộ cách mạng lão thành, Chánh án Toà án nhân dân tỉnh Cao Bằng
- Nông Thúy Hằng, Hoa hậu Các Dân tộc Việt Nam 2022

## Người Trung Quốc họ Nông
- Nông Kính Tôn, thương gia Trung Quốc đầu thế kỷ XX
- Nông Bình Quang quan huyện Bạch Vân (Quý Dương)